# Lực lượng Vũ trang Syria
Lực lượng Vũ trang Syria (tiếng Ả Rập: القوات المسلحة العربية السورية) là các lực lượng quân sự của Syria, được thành lập vào năm 1943 và giải thể vào năm 2024 cùng với sự sụp đổ của chế độ Assad. Các lực lượng này bao gồm Lục quân Syria, Hải quân Syria, Không quân Syria, Lực lượng Phòng không Syria, và một số lực lượng bán quân sự. Theo hiến pháp Syria, Tổng thống Syria là Tổng tư lệnh của các lực lượng vũ trang.
Quân đội là một lực lượng nhập ngũ theo nghĩa vụ; nam giới phục vụ trong quân đội khi đến 18 tuổi, nhưng có rất nhiều phụ nữ trong lực lượng vũ trang Syria. Kể từ khi cuộc nội chiến Syria, các thành viên tại ngũ của quân đội Syria đã giảm hơn một nửa so với con số trước chiến tranh với 325.000 đến 150.000 binh sĩ trong quân đội trong tháng 12 năm 2014, do thương vong, đào ngũ và trốn quân dịch, đạt từ 178.000 và 220.000 binh sĩ trong quân đội, cộng thêm vào 80.000 đến 100.000 lực lượng không chính quy.
Trước khi bắt đầu cuộc nội chiến Syria, thời gian nghĩa vụ quân sự bắt buộc đã được giảm theo thời gian. Trong năm 2005, thời gian quân dịch đã được giảm từ hai năm rưỡi đến hai năm, vào năm 2008 đến 21 tháng và trong năm 2011 đến năm rưỡi. Kể từ khi cuộc nội chiến Syria chính phủ Syria được cho là đã tham gia vào các chiến dịch bắt giữ và ban hành mới quy định, với công dân ngay cả những người đã hoàn thành nghĩa vụ quân sự bắt buộc được gọi lên cho nhiệm vụ dự bị.